# Una vita da sogno
Una vita da sogno è un film del 2013 diretto da Domenico Costanzo con Alessandro Paci e Eugenia Tempesta.

## Trama
Lorenzo è un operaio di circa quarant'anni. Lavora nella ditta del suo amico Marco Zhang, imprenditore cinese che vive in Italia da molti anni. Quest'ultimo, oltre che cercare di integrare nel lavoro e nella società i suoi connazionali con gli italiani, è un convinto sostenitore dell'arte del Kung-fu che pratica con attento senso filosofico e spirituale.
Tutto il film gira intorno alla casualità e agli strani scherzi del destino, infatti, il tutto nasce quando una sera, Lorenzo rientrando a casa con la bella auto dell'amico, incontra per caso Song Lee, splendida e dolce ragazza cinese. Se ne innamora di colpo, affascinato dall'irresistibile dolcezza del suo volto, dai tratti e dalle movenze delicate, dalla dignità dei suoi abiti e dalle sue parole. Lorenzo non si accorge però che la bell'orientale è una prostituta, così come Song Lee non si accorge che Lorenzo non è l'uomo ricco che appare.
La bugia della prima sera diviene quindi il leitmotiv loro rapporto: infatti nessuno dei due, allo scopo di sedurre l'altro, svela la propria identità; fino a che Gaetano, il “protettore” di Song Lee, scopre il tutto e convinto che Lorenzo sia pieno di soldi, cerca di trarne profitto fino ad arrivare addirittura a rapirlo. Song Lee, che nel frattempo si è innamorata di Lorenzo, decide di aiutarlo ma viene reclusa a sua volta. Sarà solo grazie a Zhang, ed al suo micidiale kung fu che la situazione si risolve positivamente regalando così al suo amico Lorenzo “una vita da sogno”.